# モンテムルロ
モンテムルロ（伊: Montemurlo）は、イタリア共和国トスカーナ州プラート県にある、人口約19,000人の基礎自治体（コムーネ）。
ここ30年程で人口が約4倍となった。

## 地理

### 位置・広がり
フィレンツェより北西に約24km、県都プラートより北北西約7kmに位置する。

#### 隣接コムーネ
隣接するコムーネは以下の通り。括弧内のPTはピストイア県所属を示す。
- アリアーナ (PT)
- カンタガッロ
- モンターレ (PT)
- プラート
- ヴァイアーノ

### 気候分類・地震分類
モンテムルロにおけるイタリアの気候分類 (it) および度日は、zona D, 1792 GGである。
また、イタリアの地震リスク階級 (it) では、zona 2 (sismicità media) に分類される。

## 行政

### 分離集落
モンテムルロには、以下の分離集落（フラツィオーネ）がある。
- Albiano, Bagnolo, Bagnolo di Sopra, Barzano, Borgo Pieratti, Fornacelle, Guzzano, Mulino, Oste, Palarciano, Querce, Reticaia, Santorezzo